# Renault-motorer
Denne liste indeholder beskrivelse af de motorer, som Renault benytter eller har benyttet i deres bilmodeller. Listen er ikke nødvendigvis udtømmende.

## Benzinmotorer

### Serie C

#### C1J
- Konfiguration: 4 cylindre, 8 ventiler (2 pr. cylinder)
- Volumen: Boring 76,0 mm, slaglængde 77,0 mm, slagvolume 1,4 L (1397 cm³)
- Effekt: 44 kW (60 hk) ved 5250/min, 100 Nm ved 2750/min
- Applikationer: Renault 5, Renault 19

#### C3J
- Konfiguration: 4 cylindre, 8 ventiler (2 pr. cylinder)
- Volumen: Boring 75,8 mm, slaglængde 77,0 mm, slagvolume 1,4 L (1390 cm³)
- Effekt: 43 kW (58 hk) ved 4750/min, 100 Nm ved 3000/min
- Applikationer: Renault 19

### Serie E

#### E7J
- Konfiguration: 4 cylindre, 8 ventiler (2 pr. cylinder)
- Volumen: Boring 75,8 mm, slaglængde 77,0 mm, slagvolume 1,4 L (1390 cm³)
- Effekt:
  - 51 kW (69 hk) ved 6000/min, 105 Nm ved 4000/min
  - 55 kW (75 hk) ved 6000/min, 107 Nm ved 4000/min
  - 55 kW (75 hk) ved 5500/min, 114 Nm ved 4250/min
  - 59 kW (80 hk) ved 5750/min, 106 Nm ved 2750/min
- Applikationer: Renault 19, Renault Clio, Renault Mégane, Renault Scénic

### Serie F

#### F2N
- Konfiguration: 4 cylindre, 8 ventiler (2 pr. cylinder)
- Volumen: Boring 81,0 mm, slaglængde 83,5 mm, slagvolume 1,7 L (1721 cm³)
- Effekt:
  - 56 kW (76 hk) ved 5000/min, 129 Nm ved 3250/min
  - 57 kW (77 hk) ved 5400/min, 127 Nm ved 3300/min
  - 59 kW (80 hk) ved 5400/min, 128 Nm ved 3300/min
  - 64 kW (87 hk) ved 5700/min, 130 Nm ved 3600/min
  - 66 kW (90 hk) ved 5800/min, 131 Nm ved 3600/min
  - 67 kW (91 hk) ved 5500/min, 135 Nm ved 3500/min
  - 68 kW (92 hk) ved 5750/min, 141 Nm ved 3000/min
  - 69 kW (94 hk) ved 5750/min, 135 Nm ved 3000/min
- Applikationer: Renault 5, Renault 19, Renault 21, Volvo 400 serie

#### F3N
- Konfiguration: 4 cylindre, 8 ventiler (2 pr. cylinder)
- Volumen: Boring 81,0 mm, slaglængde 83,5 mm, slagvolume 1,7 L (1721 cm³)
- Effekt:
  - 54 kW (73 hk) ved 5000/min, 127 Nm ved 2750/min
  - 66 kW (90 hk) ved 5250/min, 140 Nm ved 3000/min
  - 70 kW (95 hk) ved 5400/min, 140 Nm ved 4100/min
  - 70 kW (95 hk) ved 5200/min, 146 Nm ved 3000/min
  - 75 kW (102 hk) ved 5600/min, 142 Nm ved 3900/min
  - 78 kW (106 hk) ved 5500/min, 145 Nm ved 3900/min
  - 80 kW (109 hk) ved 5800/min, 140 Nm ved 4000/min
  - 88 kW (120 hk) ved 5400/min, 175 Nm ved 3600/min (turbo)
  - 88 kW (120 hk) ved 5400/min, 175 Nm ved 4200/min (turbo)
  - 88 kW (120 hk) ved 5500/min, 175 Nm ved 2700/min (turbo)
  - 88 kW (120 hk) ved 5500/min, 175 Nm ved 3300/min (turbo)
  - 90 kW (122 hk) ved 5300/min, 190 Nm ved 3300/min (turbo)
- Applikationer: Renault 19, Renault 21, Volvo 400 serie

#### F3P
- Konfiguration: 4 cylindre, 8 ventiler (2 pr. cylinder)
- Volumen: Boring 82,7 mm, slaglængde 83,5 mm, slagvolume 1,8 L (1794 cm³)
- Effekt:
  - 65 kW (88 hk) ved 5750/min, 142 Nm ved 2750/min
  - 66 kW (90 hk) ved 6000/min, 140 Nm ved 2500/min
  - 66 kW (90 hk) ved 5750/min, 144 Nm ved 2750/min
  - 70 kW (95 hk) ved 5250/min, 148 Nm ved 3000/min
  - 80 kW (109 hk) ved 5500/min, 160 Nm ved 4250/min
- Applikationer: Renault Clio, Renault 19, Renault Laguna, Volvo 400 serie

#### F3R
- Konfiguration: 4 cylindre, 8 ventiler (2 pr. cylinder)
- Volumen: Boring 82,7 mm, slaglængde 93,0 mm, slagvolume 2 L (1998 cm³)
- Effekt:
  - 75 kW (102 hk) ved 5500/min, 160 Nm ved 2700/min
  - 80 kW (109 hk) ved 5400/min, 165 Nm ved 3500/min
  - 81 kW (110 hk) ved 5500/min, 165 Nm ved 3500/min
  - 83 kW (113 hk) ved 5250/min, 168 Nm ved 3500/min
  - 84 kW (114 hk) ved 5400/min, 168 Nm ved 4250/min
- Applikationer: Renault Mégane, Renault Laguna, Renault Espace, Volvo 400 serie, Renault Scénic

#### F4P
- Konfiguration: 4 cylindre, 16 ventiler (4 pr. cylinder)
- Volumen: Boring 82,0 mm, slaglængde 83,5 mm, slagvolume 1,8 L (1783 cm³)
- Effekt:
  - 85 kW (116 hk) ved 5750/min, 168 Nm ved 3750/min
  - 88 kW (120 hk) ved 5750/min, 168 Nm ved 3500/min
  - 88 kW (120 hk) ved 5750/min, 170 Nm ved 3750/min
- Applikationer: Renault Mégane, Renault Laguna, Renault Scénic

#### F4R
- Konfiguration: 4 cylindre, 16 ventiler (4 pr. cylinder)
- Volumen: Boring 82,7 mm, slaglængde 93,0 mm, slagvolume 2 L (1998 cm³)
- Effekt:
  - 99 kW (135 hk) ved 5500/min, 191 Nm ved 3750/min
  - 99 kW (135 hk) ved 5500/min, 191 Nm ved 4750/min
  - 100 kW (136 hk) ved 5500/min, 189 Nm ved 3750/min
  - 102 kW (139 hk) ved 6000/min, 182 Nm ved 4500/min
  - 103 kW (140 hk) ved 5500/min, 189 Nm ved 3750/min
  - 110 kW (149 hk) ved 6000/min, 185 Nm ved 4500/min
  - 120 kW (163 hk) ved 5000/min, 270 Nm ved 3250/min (turbo)
  - 124 kW (169 hk) ved 6250/min, 200 Nm ved 5400/min
  - 125 kW (170 hk) ved 5000/min, 270 Nm ved 3250/min (turbo)
  - 150 kW (204 hk) ved 5000/min, 300 Nm ved 3000/min (turbo)
- Applikationer: Renault Clio, Renault Mégane, Renault Laguna, Renault Scénic

#### F5R
- Konfiguration: 4 cylindre, 16 ventiler (4 pr. cylinder)
- Volumen: Boring 82,7 mm, slaglængde 93,0 mm, slagvolume 2 L (1998 cm³)
- Effekt:
  - 103 kW (140 hk) ved 5500/min, 195 Nm ved 4250/min
  - 103 kW (140 hk) ved 5500/min, 200 Nm ved 4250/min
- Applikationer: Renault Mégane, Renault Laguna

#### F7P
- Konfiguration: 4 cylindre, 16 ventiler (4 pr. cylinder)
- Volumen: Boring 82,0 mm, slaglængde 83,5 mm, slagvolume 1,8 L (1764 cm³)
- Effekt: 99 kW (135 hk) ved 6500/min, 158 Nm ved 4250/min
- Applikationer: Renault 19, Renault Clio

### Serie J

#### J7R
- Konfiguration: 4 cylindre, 8 ventiler (2 pr. cylinder)
- Volumen: Boring 88,0 mm, slaglængde 82,0 mm, slagvolume 2 L (1995 cm³)
- Effekt:
  - 90 kW (122 hk) ved 5500/min, 168 Nm ved 4500/min
  - 119 kW (162 hk) ved 5000/min, 260 Nm ved 3000/min (turbo)
  - 131 kW (178 hk) ved 5200/min, 270 Nm ved 3000/min (turbo)
- Applikationer: Renault 21, Renault 25, Renault Safrane, Renault Espace

#### J7R (12v)
- Konfiguration: 4 cylindre, 12 ventiler (3 pr. cylinder)
- Volumen: Boring 88,0 mm, slaglængde 82,0 mm, slagvolume 2 L (1995 cm³)
- Effekt: 104 kW (141 hk) ved 6000/min, 176 Nm ved 4300/min
- Applikationer: Renault 21, Renault 25, Renault Safrane

#### J7T (8v)
- Konfiguration: 4 cylindre, 8 ventiler (2 pr. cylinder)
- Volumen: Boring 88,0 mm, slaglængde 89,0 mm, slagvolume 2,2 L (2165 cm³)
- Effekt:
  - 79 kW (107 hk) ved 5000/min, 170 Nm ved 3500/min
  - 79 kW (107 hk) ved 5000/min, 175 Nm ved 2500/min
- Applikationer: Renault 21, Renault 25, Renault Safrane, Renault Espace

#### J7T
- Konfiguration: 4 cylindre, 12 ventiler (3 pr. cylinder)
- Volumen: Boring 88,0 mm, slaglængde 89,0 mm, slagvolume 2,2 L (2165 cm³)
- Effekt: 101 kW (137 hk) ved 5750/min, 182 Nm ved 4500/min
- Applikationer: Renault Safrane

### Serie K

#### K4J
- Konfiguration: 4 cylindre, 16 ventiler (4 pr. cylinder)
- Volumen: Boring 79,5 mm, slaglængde 70,0 mm, slagvolume 1,4 L (1390 cm³)
- Effekt:
  - 60 kW (82 hk) ved 6000/min, 123 Nm ved 3750/min
  - 70 kW (95 hk) ved 6000/min, 127 Nm ved 3750/min
  - 72 kW (98 hk) ved 6000/min, 127 Nm ved 3750/min
- Applikationer: Renault Clio, Renault Mégane, Renault Scénic

#### K4M
- Konfiguration: 4 cylindre, 16 ventiler (4 pr. cylinder)
- Volumen: Boring 79,5 mm, slaglængde 80,5 mm, slagvolume 1,6 L (1598 cm³)
- Effekt:
  - 70 kW (95 hk) ved 5000/min, 148 Nm ved 3750/min
  - 74 kW (101 hk) ved 5500/min, 148 Nm ved 4250/min
  - 78 kW (106 hk) ved 5750/min, 148 Nm ved 3750/min
  - 79 kW (107 hk) ved 5750/min, 148 Nm ved 3750/min
  - 81 kW (110 hk) ved 6000/min, 151 Nm ved 4200/min
  - 82 kW (111 hk) ved 6000/min, 152 Nm ved 4200/min
  - 96 kW (130 hk) ved 6750/min, 160 Nm ved 4400/min
- Applikationer: Renault Twingo, Renault Clio, Renault Mégane, Renault Laguna, Renault Scénic, Renault Kangoo

#### K7M
- Konfigurationer: 4 cylindre, 8 ventiler (2 pr. cylinder)
- Volumen: Boring 79,5 mm, slaglængde 80,5 mm, slagvolume 1,6 L (1598 cm³)
- Effekt: 66 kW (90 hk) ved 5250/min, 131 Nm ved 2500/min
- Applikationer: Renault Clio, Renault Mégane

### Serie M

#### M4R
- Konfiguration: 4 cylindre, 16 ventiler (4 pr. cylinder)
- Volumen: Boring 84,0 mm, slaglængde 90,1 mm, slagvolume 2 L (1997 cm³)
- Effekt: 103 kW (140 hk) ved 6000/min, 195 Nm ved 3750/min
- Applikationer: Renault Clio, Renault Laguna

### Serie N

#### N7Q
- Konfiguration: 4 cylindre, 16 ventiler (4 pr. cylinder)
- Volumen: Boring 83,0 mm, slaglængde 90,0 mm, slagvolume 1,9 L (1948 cm³)
- Effekt:
  - 100 kW (136 hk) ved 6000/min, 182 Nm ved 4500/min
  - 102 kW (139 hk) ved 6000/min, 182 Nm ved 4500/min
- Applikationer: Renault Laguna, Renault Safrane

## Dieselmotorer

### Serie F

#### F8Q
- Konfiguration: 4 cylindre, 8 ventiler (2 pr. cylinder)
- Volumen: Boring 80,0 mm, slaglængde 93,0 mm, slagvolume 1,9 L (1870 cm³)
- Effekt:
  - 47 kW (64 hk) ved 4500/min, 118 Nm ved 2250/min
  - 66 kW (90 hk) ved 4250/min, 175 Nm ved 2250/min (turbo)
  - 70 kW (95 hk) ved 4250/min, 176 Nm ved 2000/min (turbo)
- Applikationer: Mitsubishi Carisma, Renault Clio, Renault 19, Renault 21, Renault Mégane, Volvo S40/V40

#### F9Q
- Konfiguration: 4 cylindre, 8 ventiler (2 pr. cylinder)
- Volumen: Boring 80,0 mm, slaglængde 93,0 mm, slagvolume 1,9 L (1870 cm³)
- Effekt:
  - 59 kW (80 hk) ved 4000/min, 163 Nm ved 2000/min
  - 68 kW (92 hk) ved 4000/min, 230 Nm ved 2000/min
  - 72 kW (98 hk) ved 4000/min, 200 Nm ved 2000/min
  - 74 kW (101 hk) ved 4000/min, 200 Nm ved 1500/min
  - 75 kW (102 hk) ved 4000/min, 215 Nm ved 1750/min
  - 79 kW (107 hk) ved 3500/min, 250 Nm ved 2000/min
  - 81 kW (110 hk) ved 4000/min, 260 Nm ved 2000/min
  - 85 kW (116 hk) ved 4000/min, 265 Nm ved 1750/min
  - 88 kW (120 hk) ved 4000/min, 270 Nm ved 2000/min
  - 96 kW (130 hk) ved 4000/min, 300 Nm ved 2000/min
- Applikationer: Mitsubishi Carisma, Renault Clio, Renault Mégane, Renault Laguna, Renault Scénic, Renault Espace, Volvo S40/V40

### Serie G

#### G8T
- Konfiguration: 4 cylindre, 12 ventiler (3 pr. cylinder)
- Volumen: Boring 87,0 mm, slaglængde 92,0 mm, slagvolume 2,2 L (2188 cm³)
- Effekt:
  - 61 kW (83 hk) ved 4500/min, 142 Nm ved 2250/min
  - 83 kW (113 hk) ved 4300/min, 234 Nm ved 2000/min (turbo)
- Applikationer: Renault Laguna, Renault Safrane, Renault Espace

#### G9T
- Konfiguration: 4 cylindre, 16 ventiler (4 pr. cylinder)
- Volumen: Boring 87,0 mm, slaglængde 92,0 mm, slagvolume 2,2 L (2188 cm³)
- Effekt:
  - 102 kW (139 hk) ved 4000/min, 320 Nm ved 1750/min
  - 110 kW (149 hk) ved 4000/min, 320 Nm ved 1750/min
- Applikationer: Renault Laguna, Renault Espace

### Serie J

#### J8S
- Konfiguration: 4 cylindre, 8 ventiler (2 pr. cylinder)
- Volumen: Boring 86,0 mm, slaglængde 89,0 mm, slagvolume 2,1 L (2068 cm³)
- Effekt:
  - 51 kW (69 hk) ved 4500/min, 140 Nm ved 2250/min
  - 63 kW (86 hk) ved 4250/min, 185 Nm ved 2000/min (turbo)
  - 65 kW (88 hk) ved 4250/min, 187 Nm ved 2000/min (turbo)
- Applikationer: Renault 21, Renault 25, Renault Espace

### Serie K

#### K9K
- Konfiguration: 4 cylindre, 8 ventiler (2 pr. cylinder)
- Volumen: Boring 76,0 mm, slaglængde 80,5 mm, slagvolume 1,5 L (1461 cm³)
- Effekt:
  - 47 kW (64 hk) ved 3750/min, 160 Nm ved 1900/min
  - 50 kW (68 hk) ved 4000/min, 160 Nm ved 1700/min
  - 63 kW (86 hk) ved 4000/min, 200 Nm ved 1900/min
  - 66 kW (90 hk) ved 4000/min, 200 Nm ved 1750/min
  - 76 kW (103 hk) ved 4000/min, 240 Nm ved 2000/min
  - 78 kW (106 hk) ved 4000/min, 240 Nm ved 2000/min
  - 81 kW (110 hk) ved 4000/min, 240 Nm ved 2000/min
- Applikationer: Nissan Micra, Nissan Almera, Nissan Note, Nissan Qashqai, Renault Twingo, Renault Clio, Renault Kangoo, Renault Mégane, Renault Scénic, Renault Laguna

### Serie M

#### M9R
- Konfiguration: 4 cylindre, 16 ventiler (4 pr. cylinder)
- Volumen: Boring 84,0 mm, slaglængde 90,0 mm, slagvolume 2 L (1995 cm³)
- Effekt:
  - 96 kW (130 hk) ved 4000/min, 320 Nm ved 2000/min
  - 110 kW (149 hk) ved 4000/min, 340 Nm ved 2000/min
  - 127 kW (173 hk) ved 4000/min, 380 Nm ved 2000/min
  - 131 kW (178 hk) ved 3750/min, 400 Nm ved 2000/min
- Applikationer: Renault Mégane, Renault Laguna, Renault Vel Satis, Renault Espace, Renault Scénic, Nissan Qashqai